# Chahuarhuay

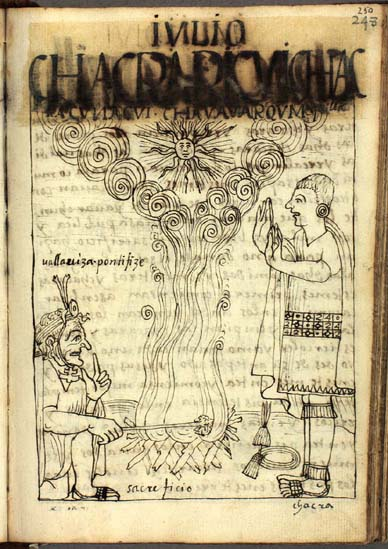
Chahuarhuay, séptimo mes del calendario inca, según Guaman Poma.

El Chahuarhuay Quilla (en quechua, Chawarway Killa) corresponde al séptimo mes del calendario inca. También se le llama Anta Citua o Chacra Conacuy en diferentes crónicas.
Este mes empezaba con el solsticio de invierno y era la época de los bailes militares. Las tropas, vestidas de gala, hacían espléndidos ejercicios, celebraban sus fiestas e iban por calles con músicos y otros jolgorios.
Asimismo, labraban las tierras, preparándolas para la siembra; vertían chicha en los canales y ríos, esperando lograr agua suficiente. Además se repartían tierras a las nuevas parejas de casados.